# El cliente (película de 1994)
El cliente es una película estadounidense de 1994, dirigida por Joel Schumacher y protagonizada por Susan Sarandon, Tommy Lee Jones y Brad Renfro, que hace su debut cinematográfico. El filme está basado en una novela de John Grisham con el mismo título en inglés, The Client.
Fue galardonada con el premio ASCAP 1995 a la mejor taquilla, el premio BAFTA 1995 a la mejor actriz (Susan Sarandon) y el premio Young Artist Award 1995 al mejor actor juvenil en cine (Brad Renfro). También fue nominada al Óscar a la mejor actriz.

## Argumento
Mark Sway, de once años de edad, presencia en Memphis el  suicidio de Jerome Romey Clifford, un abogado de la mafia de Nueva Orleans. Un momento antes de morir, el abogado le cuenta un terrible secreto relacionado con el reciente asesinato de un senador de Luisiana, Boyd Boyett, quien además se mencionaba como futuro gobernador del Estado.
El hermano de Mark, Ricky Sway, que también estaba en el bosque mientras Clifford se disparaba en la boca con su revólver, sufre como consecuencia trastorno por estrés postraumático y es trasladado por ello con su madre, Dianne Sway, a un hospital para indigentes para así tratarlo. Durante la investigación del suicidio por la policía el sargento de la policía Hardy recoge una lata vacía de Sprite de Mark para comparar las huellas dactilares dejadas en la misma con las encontradas en el coche de Clifford, lo que demuestra, al resultar ser concordantes, que Mark estuvo en el mismo e incluso que cogió el arma del suicida en algún momento.
Un matón de la mafia, Barry La Navaja Muldano, comienza entonces a perseguir a Mark para asesinarlo antes de que él revele a las autoridades el lugar donde está enterrado el senador Boyett a quien él asesinó por haber robado dinero a la mafia en contra de la voluntad de la mafia misma, ya que sabían que su muerte atraería demasiado la atención del mundo hacia sus negocios sucios. Por otra parte, el fiscal del distrito, Roy Reverendo Foltrigg, presiona al chico para que cuente lo que el abogado suicida le había dicho antes de morir. Desesperado, Mark llega por azar al bufete de la abogada Regina Reggie Love, quien tiene que luchar firmemente por la seguridad de Mark y de su familia.
Finalmente, ambos se van a la casa de Clifford por la noche, ya que, según él, Muldano había enterrado el cuerpo allí después de asesinarlo, lo que le enloqueció y le llevó a suicidarse. Cuando se dan cuenta de que Clifford dijo la verdad respecto a Boyette cuando encuentran el cuerpo en el lugar y ahuyentan al mismo tiempo a Muldano y a los suyos cuando iban a sacarlo la misma noche, ellos hacen de inmediato un trato con Foltrigg, que consiste en la acogida de Mark Sway y de su familia en el programa de protección de testigos del FBI con privilegios a cambio de la revelación del lugar del cuerpo de Boyett una vez habiendo firmado esto todos. Una vez hecho Reggie le dice donde está y Foltrigg luego anuncia su descubrimiento el mismo día. 
Mientras tanto Muldano es asesinado de forma encubierta por los propios, cuando se dan cuenta después de lo ocurrido que ahora Foltrigg encontrará el cuerpo antes de que ellos puedan sacarlo del lugar a tiempo, para protegerse así de las autoridades, que luego podrán actuar penalmente contra Muldano y más tarde contra ellos, y vengarse de él por su incompetente actuación a sus espaldas. Se insinúa que su cuerpo luego desaparecerá.

## Reparto
| Actor              | Papel                      |
| ------------------ | -------------------------- |
| Susan Sarandon     | Regina Reggie Love         |
| Brad Renfro        | Mark Sway                  |
| Tommy Lee Jones    | Reverend Roy Foltrigg      |
| Mary-Louise Parker | Dianne Sway                |
| Anthony LaPaglia   | Barry La navaja Muldano    |
| Anthony Edwards    | Clint Von Hooser           |
| Bradley Whitford   | Thomas Fink                |
| William H. Macy    | Dr. Greenway               |
| Ron Dean           | Tío Johnny Sulari          |
| J.T. Walsh         | Jason McThune              |
| Will Patton        | Sargento Hardy             |
| Walter Olkewicz    | W. Jerome "Romey" Clifford |

## Producción
La producción cinematográfica fue rodada en Memphis y en Nueva Orleans, mientras que el clímax de la película, que ocurre en el lugar donde fue enterrado Boyett, fue filmado en Horseshoe Lake, Arkansas, situado a 30 millas al oeste de Memphis.

## Recepción
La producción cinematográfica fue un éxito comercial, recaudando casi 120 millones de dólares a nivel mundial. Gracias a ello tuvo un par de años después una adaptación televisiva en forma de serie. Más tarde incluso fue alzada a los altares de película de culto por la pronta muerte del actor principal de la película Brad Renfro con apenas 25 años en 2008 a causa del abuso de las drogas.

## Fechas de estreno mundial
| País                                                                          | Fecha de estreno                   |
| ----------------------------------------------------------------------------- | ---------------------------------- |
| Alemania                                                                      | Jueves 22 de septiembre de 1994    |
| Argentina                                                                     | Jueves 15 de septiembre de 1994    |
| Australia                                                                     | Jueves 28 de julio de 1994         |
| Austria                                                                       | Viernes 23 de septiembre de 1994   |
| Bélgica                                                                       | Miércoles 30 de noviembre de 1994  |
| Belice · Costa Rica · El Salvador · Guatemala · Honduras · Nicaragua · Panamá | Viernes 7 de octubre de 1994       |
| Bolivia                                                                       | Jueves 20 de octubre de 1994       |
| Brasil                                                                        | Viernes 30 de septiembre de 1994   |
| Bulgaria                                                                      | Viernes 25 de noviembre de 1994    |
| Chile                                                                         | Jueves 15 de septiembre de 1994    |
| Colombia                                                                      | Jueves 22 de septiembre de 1994    |
| Corea del Sur                                                                 | Sábado 3 de septiembre de 1994     |
| Croacia                                                                       | Jueves 3 de noviembre de 1994      |
| Dinamarca                                                                     | Viernes 9 de septiembre de 1994    |
| Egipto                                                                        | Lunes 23 de enero de 1995          |
| Eslovenia                                                                     | Jueves 10 de noviembre de 1994     |
| España                                                                        | Viernes 16 de septiembre de 1994   |
| Estados Unidos · Canadá                                                       | Viernes 22 de julio de 1994        |
| Filipinas                                                                     | Miércoles 28 de septiembre de 1994 |
| Finlandia                                                                     | Viernes 16 de septiembre de 1994   |
| Francia                                                                       | Miércoles 7 de diciembre de 1994   |

| País                         | Fecha de estreno                   |
| ---------------------------- | ---------------------------------- |
| Grecia                       | Viernes 21 de octubre de 1994      |
| Hong Kong                    | Jueves 27 de octubre de 1994       |
| Hungría                      | Jueves 17 de noviembre de 1994     |
| India                        | Viernes 17 de marzo de 1995        |
| Indonesia                    | Martes 4 de octubre de 1994        |
| Israel                       | Jueves 15 de septiembre de 1994    |
| Italia                       | Viernes 26 de agosto de 1994       |
| Japón                        | Sábado 8 de octubre de 1994        |
| Malasia                      | Jueves 15 de septiembre de 1994    |
| México                       | Viernes 7 de octubre de 1994       |
| Noruega                      | Viernes 9 de septiembre de 1994    |
| Nueva Zelanda                | Viernes 23 de septiembre de 1994   |
| Países Bajos                 | Jueves 18 de agosto de 1994        |
| Perú                         | Viernes 28 de octubre de 1994      |
| Polonia                      | Viernes 9 de diciembre de 1994     |
| Portugal                     | Viernes 16 de septiembre de 1994   |
| Puerto Rico                  | Jueves 18 de agosto de 1994        |
| Reino Unido Irlanda          | Viernes 21 de octubre de 1994      |
| República Checa · Eslovaquia | Jueves 17 de noviembre de 1994     |
| Rumania                      | Viernes 2 de diciembre de 1994     |
| Singapur                     | Jueves 18 de agosto de 1994        |
| Sudáfrica                    | Viernes 21 de octubre de 1994      |
| Suecia                       | Viernes 5 de agosto de 1994        |
| Suiza                        | Viernes 23 de septiembre de 1994   |
| Tailandia                    | Sábado 24 de septiembre de 1994    |
| Taiwán                       | Sábado 3 de septiembre de 1994     |
| Turquía                      | Viernes 18 de noviembre de 1994    |
| Uruguay                      | Viernes 30 de septiembre de 1994   |
| Venezuela                    | Miércoles 21 de septiembre de 1994 |